# 吉野鉄道
吉野鉄道（よしのてつどう）は、近鉄吉野線の前身となった鉄道である。軽便鉄道法制定に伴い軽便鉄道の鉄道事業者として吉野軽便鉄道株式会社（よしのけいべんてつどう-）が設立され、1912年（大正元年）に国鉄吉野口駅から吉野駅（後の近鉄六田駅）間で開業、1913年（大正2年）に社名変更し吉野鉄道株式会社となった。それ以前にも1897年（明治30年）に設立の認可を受け同地に鉄道施設計画を進めたが止むなく解散に至った同名の「吉野鉄道株式会社」があった。

## 歴史

### まぼろしの吉野鉄道
明治後期、日本各地で鉄道が敷設され奈良県でも南和鉄道（後のJR和歌山線）や大阪鉄道（後のJR桜井線）が開業した。吉野地方北部の人々は、山を越えて最寄りの駅まで歩き、それらの鉄道を利用して各地に出かけられるようになったが、その駅まではあまりにも遠かった。そのような背景もあって鉄道を吉野郡内まで敷く計画が立てられることになる。
1896年（明治29年）1月、土倉庄三郎ほか14名が南和鉄道の葛駅（後の吉野口駅、南葛城郡葛村）から吉野郡大淀村下渕を経て大淀村北六田にいたる「吉野鉄道」の敷設免許を申請した。同じ頃出水弥太郎らも同名の「吉野鉄道」（大阪鉄道畝傍駅 - 高取 - 下渕 - 上市 - 鷲家口）を申請しており、奈良県内では他にも多くの鉄道敷設の申請が鉄道院になされていた。そこで同年3月、土倉庄三郎発起の「吉野鉄道」は同じく申請をしていた「中和鉄道」「天理鉄道」と協定を結び新たに「大和鉄道」を創設、同年5月に四条畷 - 奈良 - 二階堂 - 田原本間、葛 - 北六田間、法隆寺 - 丹波市間の3線敷設を改めて申請した。1897年（明治30年）4月、鉄道会議は「大和鉄道」の葛 - 北六田間のみを許可し他の計画路線や出水弥太郎出願の「吉野鉄道」などは却下された。
この結果を受けて1897年（明治30年）6月、土倉庄三郎ほか19名によって「吉野鉄道株式会社」（本社は南葛城郡御所町。当初の資本金は50万円）が設立され、1899年（明治32年）4月に鉄道敷設の免許を受け取る。測量、用地買収、資材の注文など鉄道建設の準備は進められていたが、翌年に発生した義和団の乱や、それにともなう経済不況により、資本金の株式払い込みが進まず資金難に陥る。1901年（明治34年）には一部の株主が会社解散を訴えて、株主総会を開くよう要求。この時は、吉野郡長の本田登太が郡長名で大阪地方の株主らに解散要求に惑わされないよう、また鉄道建設の速成を要望するビラを送り鉄道完成を申し合わせるように求めた。結果、開かれた株主総会では、会社解散は否定されたが、その後も鉄道建設は遅々として進まず翌1902年（明治35年）11月の株主総会において会社解散が決議され免許は返戻されてしまう。

### 吉野軽便鉄道の開通
その後、大淀村では1908年（明治41年）に森栄蔵らが南葛城郡葛城村から下市街道（車坂峠越）・伊勢街道を利用し北六田にいたる馬車鉄道「吉野馬車軌道」を計画し出願した。1910年（明治43年）に軽便鉄道法が公布されると、馬車鉄道から軽便鉄道に変更し会社設立を許可される。これが吉野軽便鉄道の源流となる（発起人は森ら12名。資本金は20万円）。だが、前例の吉野鉄道のこともあって株式の払い込みは進まなかった。これを危惧した吉野郡長、谷原岸松が、材木業組合役員や沿線の首長を説得し、発起人も入れかえ阪本仙次（この時は、吉野材木銀行の頭取）を発起人総代に迎えた。また株式の払い込みも郡長以下、郡役所職員の努力もあって増配した資本金30万円の予定を超える。1911年（明治44年）、発起人一同は自信を深め、改めて会社を設立、同年末時点の資本金は52万円にも達した。12年前の土倉らによる吉野鉄道の計画買収用地を利用して鉄道建設が進められた。
| 吉野口発 | 吉野着   |
| -------- | -------- |
| 7:27     | 8:00     |
| 9:43     | 10:16    |
| 10:55    | 11:28    |
| 12:00    | 12:33    |
| 13:56    | 14:23    |
| 15:34    | 16:08    |
| 17:51    | 18:24    |
| 20:13    | 20:46    |
| 吉野発   | 吉野口着 |
| 5:45     | 6:17     |
| 7:40     | 8:12     |
| 9:55     | 10:27    |
| 11:10    | 11:48    |
| 12:40    | 13:13    |
| 14:05    | 14:36    |
| 15:45    | 16:18    |
| 18:03    | 18:35    |

吉野軽便鉄道は標高200m前後の地域を走る山岳路線で屈曲する路線やトンネルなど難所が多いものの工事は順調に進み、翌1912年（大正元年）10月15日に完成、国鉄吉野口駅を起点として薬水トンネルを抜け下渕の下市口駅に達し、そこから吉野川北岸を東進して北六田の吉野駅を終着点とする3駅11.6kmの路線が開通した。
吉野駅は軽便鉄道の駅としては奈良県内第一の規模をもっていた。広い構内、機関車庫、多くの側線、長いプラットホームなど終着駅にふさわしい駅で、2004年現在でも近鉄六田駅構内の車庫などにその名残を認めることができる。国鉄と同じ1,067mmのゲージ（狭軌）は木材を積んだ貨車がそのまま国鉄路線に乗り入れできる利点があり、また旅客輸送の面でも吉野山の桜の時期には関西線の湊町駅（後のJR難波駅）から「吉野行観桜列車」を仕立てて、湊町 - 王寺 - 高田 - 吉野口 - 吉野という経路で花見客の便を図ることもできた。
右表は開通から1915年（大正4年）頃までの列車ダイヤ（8往復）である。本店は最初は大淀村下渕、ついで北六田、その後に上市町に移した。1913年（大正2年）当時の運賃は吉野 - 下市口間が3等7銭、2等11銭。吉野 - 吉野口間が3等19銭、2等29銭であった。

### 開通式の椿事
1912年（大正元年）10月25日の開通式の日に事件があった。工事を担当していた労働者のうちの数十人が賃金支払いに関して会社側に不手際があったとして午前6時発の開通列車の前に立ちふさがった。中には線路の前に横臥する者もあり列車が出発できなくなった。下市警察署・上市警察署の両署から動員された警官により首謀者3名を検束、午前10時にようやく4時間遅れで開通列車が出発した。翌日の『奈良朝報』には「吉野軽鉄の椿事 数十の工夫開通を妨害す」との見出しが見える。事件は労働者の要求を会社側が受け入れたことにより解決した。
スタートで思わぬトラブルがあったが営業はまずまず順調であった。下表は奈良県統計表に見る1918年（大正7年）から1920年（大正9年）の吉野駅の乗客数、収入金額であるが着実に伸びている。
| 年                | 乗降客人数 | 運賃収入 | 貨物収入 |
| ----------------- | ---------- | -------- | -------- |
| 1918年（大正7年） | 288,995人  | 23,127円 | 13,094円 |
| 1919年（大正8年） | 321,336人  | 26,876円 | 12,491円 |
| 1920年（大正9年） | 361,370人  | 40,592円 | 18,362円 |

### 吉野鉄道の発展
1913年（大正2年）5月には吉野軽便鉄道から吉野鉄道と名称を改め、次の目標である線路の延長と電化へと進んでいく。
まず取り組んだのは、吉野口駅から高市郡方面に延伸し国鉄桜井線畝傍駅へ直結すること。それと同時に輸送能力を高めるための電化が必要条件として運動し1920年（大正9年）5月20日に免許を取得すると、1923年（大正12年）12月5日に吉野口 - 橿原神宮前間、1924年（大正13年）11月1日には橿原神宮前 - 畝傍間、あわせて12.8kmが開通した。駅は畝傍駅から橿原神宮前 - 岡寺 - 壺阪山 - 市尾 - 葛 - 吉野口 - 薬水 - 福神 - 下市口 - 吉野の順である。岡寺駅に32両収容できる車両基地を設け、貨物輸送のために奈良県下で最初の電気機関車も導入した。
電化以前に比べ列車運行は激増、1926年（大正15年）8月の時刻表では1日29往復、吉野 - 畝傍間を1時間足らずで結び運賃は65銭であった。
吉野鉄道の次の課題は桜の吉野山までの延伸である。吉野登山電気軌道という会社が1921年（大正10年）に吉野駅のある北六田対岸の吉野村六田から吉野山への軌道施設を計画し認可を受けていたものを1924年（大正13年）7月5日に譲り受け、吉野鉄道が1922年（大正11年）4月20日に上市町までの敷設免許を受けたのと合わせて、北六田から上市へ延伸し吉野川橋梁で吉野川を渡り吉野山下千本を終点とする4.4kmの路線を敷設することになった。工事が完成し営業を開始したのは1928年（昭和3年）3月25日である。これにより吉野鉄道は開業から17年目に終着駅である吉野駅までの全線が開通し28.6kmの鉄道となった。同時に旧・吉野駅は六田駅と改称し大和上市駅、吉野神宮駅が設置された。なお1927年（昭和2年）には越部駅、1929年（昭和4年）には橘寺駅（後の飛鳥駅）、大阿太駅が新設されている。
また、吉野鉄道終点の吉野駅から吉野山へは1929年（昭和4年）3月12日に千本口・吉野山間を結ぶ吉野ロープウェイが営業を開始している。このロープウェイは地元有志により設立された吉野大峯ケーブル自動車によるもので、吉野鉄道との資本関係はない。

### 大軌との合併へ
国鉄吉野口駅への接続からスタートした吉野鉄道であったが、橿原方面へ延伸したことにより新たな局面を迎えることとなる。橿原 - 吉野間を直結する吉野鉄道は大阪 - 橿原間の路線を持つ大阪電気軌道（大軌）とそのライバル関係にある大阪鉄道（大鉄）にとって魅力的な路線であったのだ。
大阪阿部野橋を起点とする大鉄は阿部野橋 - 吉野間の直通列車を走らせることを計画し吉野鉄道と交流を始めた。ゲージが同じ1,067mm（狭軌）の大鉄は吉野鉄道に電車を乗り入れることができる。一方ゲージが1,435mm（標準軌）の大軌は橿原神宮前駅で吉野鉄道と接続するものの相互乗り入れは不可能で直通列車を走らせることはできない。そこで大軌は1928年（昭和3年）10月に橿原 - 吉野間の新線敷設の免許を取得する。大手の大軌が競合線を運行するとなれば吉野鉄道は存続の危機である。吉野鉄道は大軌の傘下に入ることを決定し1929年（昭和4年）8月1日に合併、大軌吉野線となった。
しかし大軌も大鉄の吉野鉄道への乗り入れは認めたため、大鉄は吉野鉄道と接続し合併直前の1929年（昭和4年）4月に接続地点（後の近鉄橿原神宮前駅の地点）に共同使用駅として久米寺駅が設置された。合併した大軌も自社の橿原神宮前駅から久米寺駅まで路線延長したため橿原神宮前 - 久米寺間は狭軌と標準軌の両方が走行できる珍しい三線軌条となった。
桜の時期ともなると両社は宣伝合戦を繰り広げたという。1930年（昭和5年）の時刻表で見ると大軌は上本町 - 久米寺間56分、久米寺 - 吉野間54分で計110分。大鉄は阿部野橋 - 吉野間117分、こちらは乗り換えなしなのでほぼ互角である。この合戦は1943年（昭和18年）に両社が合併するまで続いた。

## 付帯事業
1926年（大正15年）5月14日、吉野郡上市町に陸上競技場、野球場、相撲場などを備えた美吉野運動競技場を開場した。収容人員は1万人、全日本女子東西対抗陸上大会など各種競技に使用された。
また1929年（昭和4年）3月には、上市、新子、柏木に営業所を持ち伯母峰越えなどを運行する吉野川上自動車のバス事業、および上市などでのハイヤー事業を譲り受け自動車事業へも進出している。
バス事業は大軌合併後も大軌吉野線自動車部として存続したが、その後1940年（昭和15年）に都司自動車（つじ- ）と統合し吉野宇陀交通株式会社となり、1943年（昭和18年）には戦時の統合政策により奈良県下すべてのバス事業社が奈良自動車に吸収合併され奈良交通株式会社が発足した。

## 輸送・収支実績
| 年度 | 輸送人員（人） | 貨物量（トン） | 営業収入（円） | 営業費（円） | 営業益金（円） | その他益金（円）   | その他損金（円）         | 支払利子（円） | 政府補助金（円） |
| ---- | -------------- | -------------- | -------------- | ------------ | -------------- | ------------------ | ------------------------ | -------------- | ---------------- |
| 1912 | 196,272        | 16,119         | 37,915         | 20,489       | 17,426         |                    |                          | 7,190          |                  |
| 1913 | 345,626        | 31,937         | 70,057         | 36,004       | 34,053         |                    |                          | 16,006         |                  |
| 1914 | 262,679        | 33,047         | 60,000         | 42,549       | 17,451         |                    |                          | 19,664         | 19,518           |
| 1915 | 281,679        | 32,159         | 62,049         | 37,043       | 25,006         |                    |                          | 21,388         | 10,363           |
| 1916 | 351,164        | 52,762         | 80,659         | 33,381       | 47,278         |                    |                          | 13,713         | 526              |
| 1917 | 414,008        | 63,471         | 97,404         | 47,523       | 49,881         |                    |                          | 11,054         |                  |
| 1918 | 485,450        | 72,166         | 132,783        | 67,737       | 65,046         |                    | 雑損金824                | 11,102         |                  |
| 1919 | 550,881        | 70,476         | 151,067        | 97,618       | 53,449         |                    |                          | 11,001         |                  |
| 1920 | 642,857        | 72,178         | 214,463        | 134,935      | 79,528         |                    | 雑損金958運送部損金1,164 | 11,021         |                  |
| 1921 | 694,949        | 70,795         | 250,512        | 123,611      | 126,901        |                    |                          |                |                  |
| 1922 | 762,075        | 85,026         | 289,001        | 146,641      | 142,360        |                    |                          |                |                  |
| 1923 | 741,983        | 76,432         | 294,242        | 184,231      | 110,011        | 準備金繰入85,500   | 2,516                    | 9,770          |                  |
| 1924 | 1,477,633      | 66,268         | 434,079        | 248,401      | 185,678        |                    | 940                      | 59,629         |                  |
| 1925 | 1,693,067      | 62,854         | 465,548        | 208,077      | 257,471        |                    |                          | 103,208        |                  |
| 1926 | 1,803,432      | 73,382         | 485,942        | 206,005      | 279,937        |                    |                          | 108,811        |                  |
| 1927 | 1,881,058      | 80,105         | 513,367        | 195,698      | 317,669        | 額面超過金25,355   | 兼業5,753                | 97,246         |                  |
| 1928 | 2,121,382      | 88,435         | 610,346        | 236,963      | 373,383        |                    | 運送業2,102雑損6,713     | 123,826        |                  |
| 1929 | 1,888,691      | 94,590         | 569,812        | 271,777      | 298,035        | 土地自動車業40,804 |                          | 131,483        |                  |

- 鉄道院年報、鉄道院鉄道統計資料、鉄道省鉄道統計資料、鉄道統計資料、鉄道統計各年度版

## 車両
- 蒸気機関車
  - 開業時にドイツコッペル製Bタンク式機関車（1-3）が新製され翌1913年に同じコッペル製のより出力の大きいCタンク式機関車（4-6）が増備された。電化により蒸気機関車は南越鉄道に1924年に3両（1-3）が売却されさらに1938年に1両（4）が売却された。
- 電気機関車
  - 電機1形（1-3）1923年（大正12年） - 1924年（大正13年）、スイスのブラウン・ボベリー社から輸入された。
  - 電機51形
- 電車
  - 吉野鉄道テハ1形電車
  - 吉野鉄道モハ201形電車
- 客車
  - 開業時に南海鉄道から電化により余剰となった木製2軸客車12両を購入した。ロ1-2（南海ろ9.10）、ハ1-6（南海は74.79.80.81.42.45）、ハブ1-4（南海はに5.7.9.10）。
  - 1920年に国鉄より木製2軸客車3両の払下げを受け[35]二等客車として使用した。ロ5・10・15（国鉄イ112・イロ259・ロ503）[36]。このうち元国鉄イ112[37]は、皇室用客車の一つである霊柩車にも活用された元御料車で、鉄道院鉄道統計資料によると使用年数は47年で[35]、日本の鉄道創業期の車両の一両となる。

### 車両数の変遷
| 年度      | 機関車 | 機関車 | 電車 | 客車 | 貨車 | 貨車 |
| 年度      | 蒸気   | 電気   | 電車 | 客車 | 有蓋 | 無蓋 |
| --------- | ------ | ------ | ---- | ---- | ---- | ---- |
| 1912      | 3      |        |      | 12   | 10   | 24   |
| 1913      | 3      |        |      | 12   | 10   | 44   |
| 1914-1917 | 6      |        |      | 17   | 10   | 32   |
| 1918-1919 | 6      |        |      | 19   | 10   | 42   |
| 1920-1923 | 6      |        |      | 22   | 10   | 52   |
| 1924      | 3      | 1      | 8    | 8    | 10   | 52   |
| 1925-1928 | 3      | 3      | 8    | 8    | 10   | 52   |

- 鉄道院年報、鉄道院鉄道統計資料、鉄道省鉄道統計資料、鉄道統計資料各年度版

## 施設
- 薬水変電所、回転変流器（交流側555V直流側750V）直流側の出力250kW、常用2、予備1、製造所不明、水銀整流器（交流側1365V直流側1500V）直流側の出力610kW、予備1、製造所BBC[38]

### 薬水拱橋

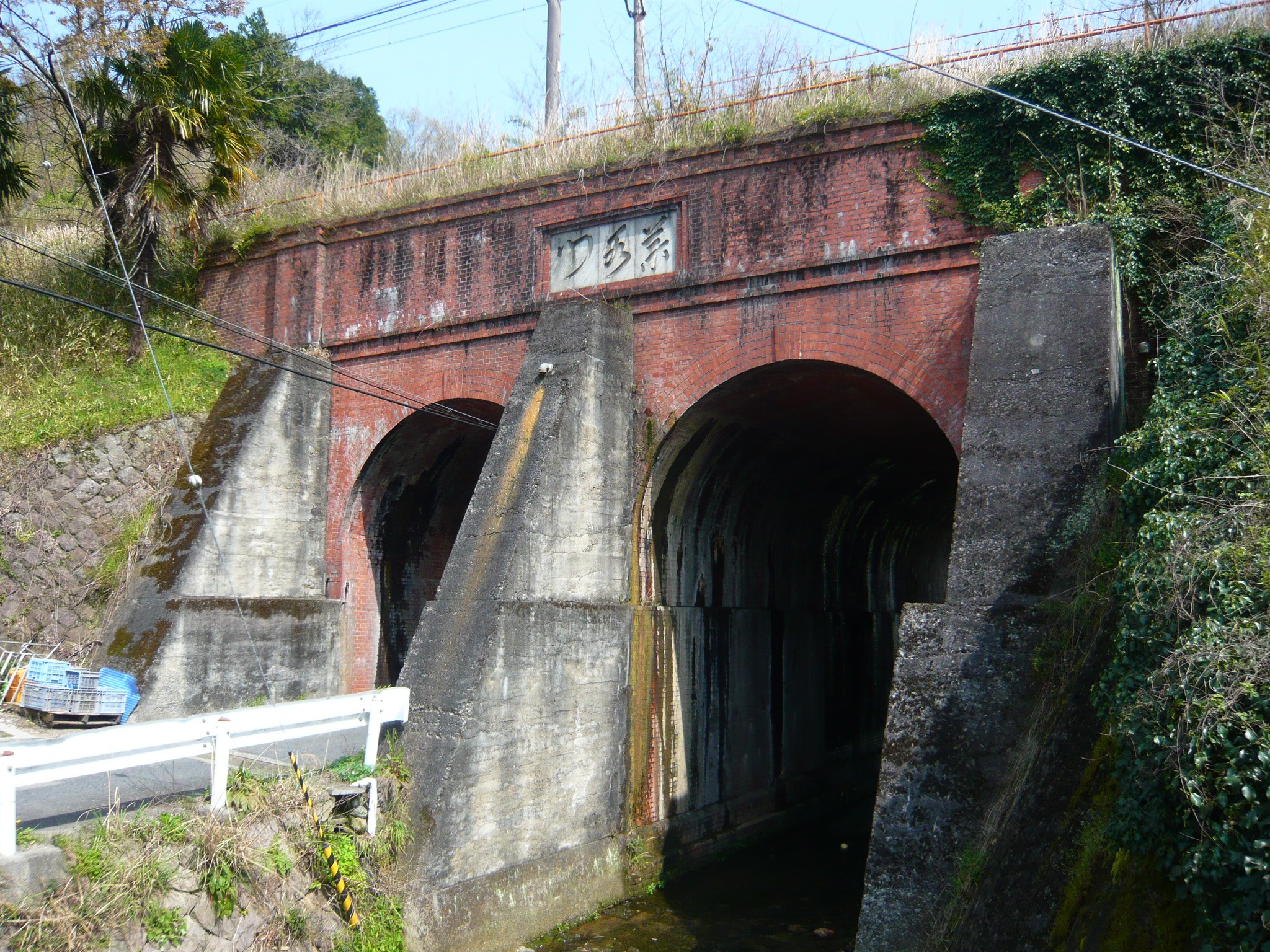
薬水拱橋

薬水・福神間に位置する「薬水拱橋」は、薬水集落に至る道路と薬水川をまたぐ煉瓦積みの2連アーチ橋で、アーチ橋側面を門として捉え煉瓦による格子帯や西面の扁額に意匠面の工夫が施されている。2013年度には土木学会選奨土木遺産に、2015年度には奈良県景観資産に選定されるなど文化的価値も評価されている。

## 駅一覧
- 1934年（昭和9年）12月15日現在[42]。大阪電気軌道合併後だがこの時点では駅名など吉野鉄道時代から変化なし[43]（橿原神宮前駅 - 久米寺駅間三線軌条化・大軌畝傍線の久米寺駅乗り入れは合併後[44]）。
- 全駅奈良県に所在[42]。

| 駅名         | 駅間 キロ | 営業 キロ | 接続路線             | 所在地          | 所在地          |
| ------------ | --------- | --------- | -------------------- | --------------- | --------------- |
| 畝傍駅       | -         | 0.0       | 鉄道省：桜井線       | 高市郡          | 八木町          |
| 小房駅       | 1.6       | 1.6       |                      | 高市郡          | 八木町          |
| 橿原神宮前駅 | 1.4       | 3.0       | 大阪電気軌道：畝傍線 | 高市郡          | 畝傍町          |
| 久米寺駅     | 0.5       | 3.5       | 大阪鉄道：本線       | 高市郡          | 畝傍町          |
| 岡寺駅       | 1.1       | 4.6       |                      | 高市郡          | 畝傍町          |
| 橘寺駅       | 1.1       | 5.7       |                      | 高市郡          | 阪合村          |
| 壺阪山駅     | 1.7       | 7.4       |                      | 高市郡          | 高取村          |
| 市尾駅       | 2.1       | 9.5       |                      | 高市郡          | 船倉村          |
| 葛駅         | 1.9       | 11.4      |                      | 南葛城郡 葛村   | 南葛城郡 葛村   |
| 吉野口駅     | 1.6       | 13.0      | 鉄道省：和歌山線     | 南葛城郡 葛村   | 南葛城郡 葛村   |
| 薬水駅       | 1.7       | 14.7      |                      | 吉野郡 大淀町   | 吉野郡 大淀町   |
| 福神駅       | 1.6       | 16.3      |                      | 吉野郡 大淀町   | 吉野郡 大淀町   |
| 大阿太駅     | 1.8       | 18.1      |                      | 宇智郡 大阿太村 | 宇智郡 大阿太村 |
| 下市口駅     | 2.5       | 20.6      |                      | 吉野郡          | 大淀町          |
| 越部駅       | 1.6       | 22.2      |                      | 吉野郡          | 大淀町          |
| 六田駅       | 2.1       | 24.3      |                      | 吉野郡          | 大淀町          |
| 大和上市駅   | 2.1       | 25.4      |                      | 吉野郡          | 上市町          |
| 吉野神宮駅   | 0.8       | 27.2      |                      | 吉野郡          | 吉野町          |
| 吉野駅       | 1.5       | 28.7      |                      | 吉野郡          | 吉野町          |